# 水晶の鼓動
『水晶の鼓動 警視庁捜査一課十一係』（すいしょうのこどう けいしちょうそうさいっかじゅういちがかり）は、麻見和史による推理小説。如月塔子と彼女が所属する警視庁捜査一課十一係の活躍を描く、警視庁捜査一課十一係シリーズ（警視庁殺人分析班シリーズ）の第3作。
2012年5月9日に講談社ノベルスが発売された。2014年5月15日に『水晶の鼓動 警視庁殺人分析班』（すいしょうのこどう けいしちょうさつじんぶんせきはん）に改題され、講談社文庫が発売された。
2016年、WOWOWで『水晶の鼓動 殺人分析班』のタイトルでテレビドラマ化された。

## あらすじ
9月26日、江東区木場6丁目にある2階建ての民家の玄関先で、木内久司の変死体が発見される。屋内のほとんどの部屋は、壁や絨毯、家具の至るところにラッカースプレーが吹き付けられ、真っ赤に染まっていた。この殺人事件は略称「木場事件」とされ、深川署に特別捜査本部が設けられる。
如月塔子ら十一係は捜査を開始するが、同じ日に有楽町にある政府広報センター、JR品川駅付近にあるスターライトホテル、本郷にある東都大学の都内3箇所で連続爆破事件が起きる。日本革命的協同武装戦線と名乗るグループから犯行声明が出され、大量の捜査員が丸の内署にある爆破事件の特別捜査本部に投入される。捜査一課長の神谷も、管理官の手代木に木場事件の捜査会議を任せ、丸の内署に詰めることになる。
塔子たちの木場事件の特別捜査本部には増員が見込めない中、9月27日、杉並区西荻北4丁目の民家で、会社員の堤宗一が殺される第2の殺人事件が発生してしまう。そして、塔子の近くにも爆破事件の危険が迫っていた。

## 登場人物

### 警視庁刑事部
如月塔子（きさらぎ とうこ）〈26〉
捜査第一課殺人犯捜査第十一係の刑事。階級は巡査部長。
刑事だった父・功が遺した、水晶振動子という部品が組み込まれたクオーツ式腕時計を大切にしている。
鷹野秀昭（たかの ひであき）〈31〉
捜査第一課殺人犯捜査第十一係の主任。階級は警部補。塔子の指導係。
早瀬泰之（はやせ やすゆき）
捜査第一課殺人犯捜査第十一係の係長。階級は警部。
門脇仁志（かどわき ひさし）〈37〉
捜査第一課殺人犯捜査第十一係の主任。階級は警部補。
徳重英次（とくしげ えいじ）〈53〉
捜査第一課殺人犯捜査第十一係の刑事。階級は巡査部長。
尾留川圭介（びるかわ けいすけ）〈30〉
捜査第一課殺人犯捜査第十一係の刑事。階級は巡査部長。
吉富哲弘（よしとみ てつひろ）
刑事部長。「女性捜査員に対する特別養成プログラム」を推進する。
神谷太一（かみや たいち）
捜査第一課課長。階級は警視。
手代木行雄（てしろぎ ゆきお）
捜査第一課管理官。
鴨下潤一（かもした じゅんいち）
鑑識課の主任。
河上（かわかみ）
科学捜査研究所の研究員。

### 警視庁公安部
帆足（ほあし）
管理官。50代の男性。
上條宏樹（かみじょう ひろき）
捜査員。エスを使って情報を収集する。

### 警視庁深川警察署
関根（せきね）〈23〉
東陽交番に勤務する男性警察官。階級は巡査。第1の事件の現場に通報を受けて最初に到着した。

### その他
木内久司（きうち ひさし）〈43〉
学習塾の講師。第1の事件「木場事件」の被害者。
風祭裕也（かざまつり ゆうや）
ミニシアターの支配人。
浅井（あさい）
レンタルビデオ店の店長。
堤宗一（つつみ そういち）〈44〉
会社員。第2の事件「西荻窪事件」の被害者。
永峰隼夫（ながみね はやお）〈39〉
堤の知り合い。システム開発会社から仕事を請け負うフリーのプログラマー。
長谷部（はせべ）
堤の知り合いの男性。
間宮洋平（まみや ようへい）
間宮建築設計事務所を設立した建築家。
藤崎輝明（ふじさき てるあき）
間宮の甥。インテリアデザイナー。
山際史郎（やまぎわ しろう）
中井戸建設の総務部の課長。
志田順二（しだ じゅんじ）
現在は倒産した建設会社に雇われていた建設作業員。
天城（あまぎ）
犯罪組織のエージェント。

## 書誌情報
- 新書『水晶の鼓動 警視庁捜査一課十一係』2012年5月9日発売[1]、講談社ノベルス、ISBN 978-4-06-182833-9
- 文庫本『水晶の鼓動 警視庁殺人分析班』2014年5月15日発売[2]、講談社文庫、ISBN 978-4-06-277845-9

## テレビドラマ
『水晶の鼓動 殺人分析班』（すいしょうのこどう さつじんぶんせきはん）のタイトルで、2016年11月13日から12月11日まで毎週日曜 22時 - 23時にWOWOW「連続ドラマW」枠で放送された。主演は木村文乃。「殺人分析班」シリーズ第2弾。

### キャスト
- 如月塔子（捜査一課十一係刑事） - 木村文乃（幼少期：古田結凪[5]）
- 鷹野秀昭（捜査一課十一係刑事） - 青木崇高[3]
- 早瀬泰之（捜査一課十一係係長） - 渡辺いっけい[6]
- 徳重英次（捜査一課十一係刑事） - 北見敏之[6]
- 石倉毅（捜査一課十一係刑事） - 藤本隆宏[7]
- 尾留川圭介（捜査一課十一係刑事） - 小柳友[6]
- 帆足（公安管理官） - 前川泰之[8]
- 上條（公安捜査員） - 高橋努
- 八木沼雅人（死刑囚） - 古川雄輝[9]
- 鴨下（鑑識課） - 梶原善
- 志田順二（暴力団組員） - 山本浩司
- 河上（科捜研） ｰ ノゾエ征爾
- 間宮洋平（建築デザイン事務所社長） - 村松利史
- 永峰隼夫（学習塾講師） - 盛隆二
- 木内久司（日雇い派遣） - 柳憂怜
- 堤宗一（日雇い派遣） - 金子貴伸
- 藤崎輝明（インテリアコーディネーター、間宮の甥） - 赤堀雅秋
- 如月厚子（塔子の母） - 神野三鈴[10]
- 手代木行雄（捜査一課管理官） - 勝村政信[11]
- 如月功（塔子の父、元 捜査一課刑事） - 仲村トオル[12]

### スタッフ
- 原作 - 麻見和史 『水晶の鼓動 警視庁殺人分析班』（講談社文庫）
- 監督 - 内片輝
- 脚本 - 八津弘幸
- 音楽 - 諸橋邦行
- プロデューサー - 松永綾、北川雅一
- 製作 - WOWOW、ドリマックス

### 放送日程
| 放送回 | 放送日   |
| ------ | -------- |
| 第一話 | 11月13日 |
| 第二話 | 11月20日 |
| 第三話 | 11月27日 |
| 第四話 | 12月04日 |
| 最終話 | 12月11日 |

### 関連商品
DVD
- 連続ドラマW 水晶の鼓動 殺人分析班（2017年3月17日、TCエンタテインメント、TCED-3367）

| WOWOW 連続ドラマW 日曜オリジナルドラマ          | WOWOW 連続ドラマW 日曜オリジナルドラマ              | WOWOW 連続ドラマW 日曜オリジナルドラマ |
| 前番組                                          | 番組名                                              | 次番組                                 |
| ----------------------------------------------- | --------------------------------------------------- | -------------------------------------- |
| ヒポクラテスの誓い （2016年10月2日 - 10月30日） | 水晶の鼓動 殺人分析班 （2016年11月13日 - 12月11日） | 楽園 （2017年1月8日 - 2月12日）        |

## オーディオブック
2020年3月12日に、Audibleで文庫本『水晶の鼓動 警視庁殺人分析班』のオーディオブックが配信開始された。朗読は大森ゆき。